# 王景澄
王景澄（1812年—1891年），字祖恩，号清如，江西萍乡人。清朝政治人物。

## 生平
道光二十四年（1844年）甲辰科二甲第一名进士（传胪），榜名景淳。选翰林院庶吉士，散馆授编修，改山西道监察御史、协理京畿道。先后担任道光丙午浙江乡试主考官、己酉顺天乡试同考官、癸丑会试同考官。出为浙江温州府知府，历署金衢严道、杭嘉湖道，升两浙盐运使。卒于任。